# چلونصر
چلونصر، روستایی در دهستان ساحلی جوکندان بخش جوکندان شهرستان تالش در استان گیلان ایران است. این روستا، مرکز دهستان ساحلی جوکندان است.

## جمعیت
بر پایه سرشماری عمومی نفوس و مسکن در سال ۱۳۹۵، جمعیت این روستا برابر با ۱٬۱۹۸ نفر (۳۵۲ خانوار) بوده است.